# Сен-Жорж-д’Оне
Сен-Жорж-д’Оне́ (фр. Saint-Georges-d’Aunay) — коммуна во Франции, находится в регионе Нижняя Нормандия. Департамент коммуны — Кальвадос. Входит в состав кантона Оне-сюр-Одон. Округ коммуны — Вир.
Код INSEE коммуны — 14579.

## Население
Население коммуны на 2010 год составляло 711 человек.
| 1962 | 1968 | 1975 | 1982 | 1990 | 1999 | 2010 |
| ---- | ---- | ---- | ---- | ---- | ---- | ---- |
| 767  | 667  | 600  | 594  | 571  | 658  | 711  |

## Экономика
В 2010 году среди 434 человек трудоспособного возраста (15—64 лет) 343 были экономически активными, 91 — неактивными (показатель активности — 79,0 %, в 1999 году было 74,1 %). Из 343 активных жителей работали 330 человек (189 мужчин и 141 женщина), безработных было 13 (3 мужчин и 10 женщин). Среди 91 неактивных 38 человек были учениками или студентами, 31 — пенсионерами, 22 были неактивными по другим причинам.